# Litochrus brunneus
Litochrus brunneus là một loài bọ cánh cứng trong họ Phalacridae. Loài này được Erichson miêu tả khoa học năm 1842.